# Schotterwerk

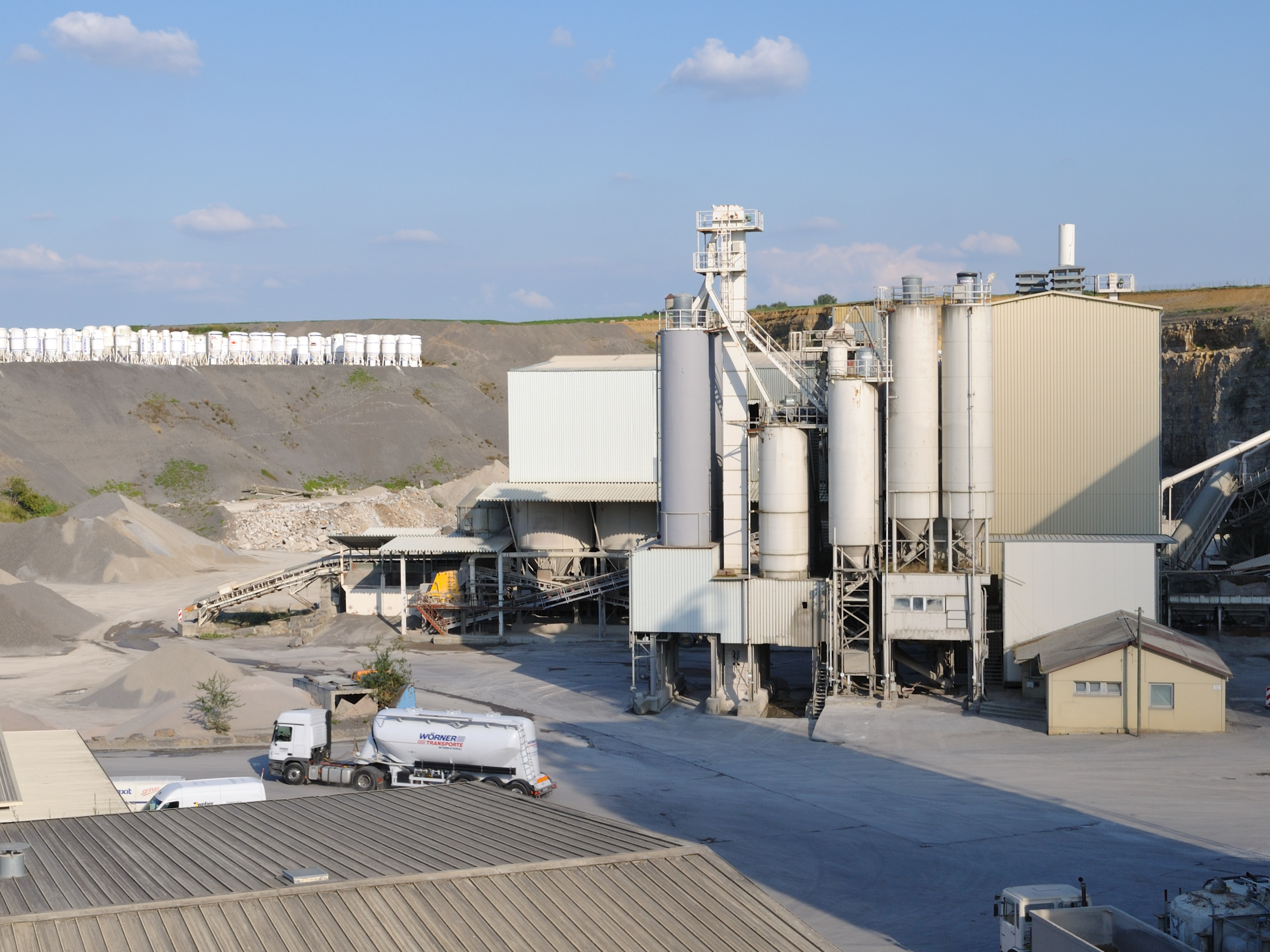
Schotterwerk Hirschlanden

In einem Schotterwerk werden Gesteinskörnungen aus natürlichem Material hergestellt. Ausgangsmaterial ist Festgestein, das in einem Steinbruch gewonnen wird. Ähnlich wie in einem Kieswerk wird das gewonnene Material ganz überwiegend als Baustoff verwendet.

## Beschreibung
Nach der Gewinnung wird das Material im Schotterwerk einer Beschickungseinrichtung zugeführt, wobei es in der Regel zuerst grob gesiebt wird, um kleinere und weichere Bestandteile auszusortieren. Danach folgen Brechstufen, zunächst für die großen Körnungen im Aufgabematerial und nachfolgend für die kleiner werdenden Körnungen. Dazwischen sind stets Siebstufen um Fraktionen mit marktfähigen Korngrößen auszusortieren und nachfolgende Brechstufen zu entlasten. Bei den Brechern gibt es verschiedene Bauformen und Größen. Gleiches gilt bei den Sieben. Schotterwerke gibt es als stationäre Werke und auch als mobile Einrichtungen bzw. als Verkettung von mobilen Geräten.  
Das Endprodukt wird nach Korngrößen fraktioniert. Bei einer Korngröße bis 2 mm ist es Sand. Darüber heißt es bis zu einer Größe von 63 mm Splitt. Darüber spricht man von Schroppen. Schotter sind Splitte im Größenbereiche von 32 bis 63 mm. Im Gegensatz zum Endprodukt aus einem Kieswerk handelt es sich bei Sand und Splitt aus einem Schotterwerk um gebrochene Gesteinskörnung. Die Oberfläche des Materials verfügt über Bruchflächen und Kanten.